# ان‌جی‌سی ۳۵۹۶
ان‌جی‌سی ۳۵۹۶ (انگلیسی: NGC 3596) نام یک کهکشان مارپیچی در صورت فلکی شیر است.